# Oğuzhan Yıldırım
Oğuzhan Yıldırım (* 15. Januar 1995 in Manisa) ist ein türkischer Fußballspieler.

## Karriere
Yıldırım begann seine Karriere 2007 in der Jugend von Manisaspor und durchlief alle Jugendmannschaften. Da Manisaspor, bedingt durch finanzielle Probleme, verstärkt auf die Jugend setzen musste, wurde Yıldırım 2013 in den Profikader aufgenommen. In der Hinrunde wurde er nicht eingesetzt, sein Profidebüt gab Yıldırım am 23. März 2013 gegen Kahramanmaraşspor. 2014 wechselte er Balçova Belediyespor.